# Johann Friedrich Cotta

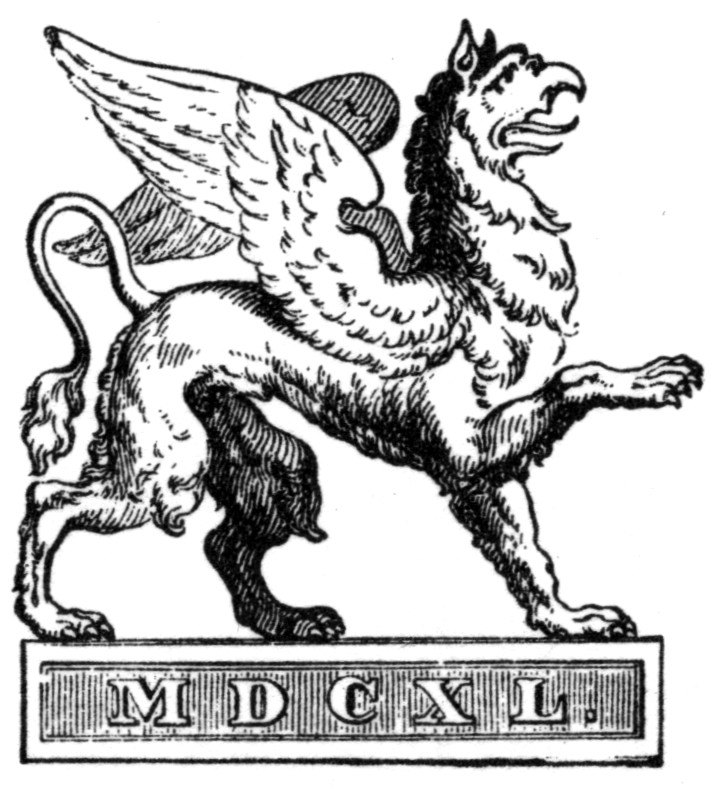
Embleem Cottasche Buchhandlung

Johann Friedrich Cotta (Stuttgart, 27 april 1764 – aldaar, 29 december 1832) was een uitgever, industrieel en politicus in Württemberg, aanvankelijk hertogdom later koninkrijk Württemberg. De rode draad door zijn carrière was het streven naar de vrijheid van drukpers en ondernemerschap in brede zin. Hij was de eerste in Duitsland die drukpersen liet aandrijven door stoommachines.
Hij werd geadeld tot baron von Cottendorf. 

## Levensloop
Cotta was een telg uit een geslacht van boekdrukkers-uitgevers in Tübingen in het hertogdom Württemberg; de traditie ging terug tot het jaar 1659 met de stichting van de Cottasche Buchhandlung. Zijn ouders waren Christoph Friedrich Cotta senior (1724-1807), drukker voor het hertogelijk hof en kanselarij van Württemberg, en Rosalie Pyrker (1738-1812) van wie de ouders musici waren. Zijn geboortehuis in de Königsstrasse (moderne naam) in Stuttgart bestaat niet meer. Zijn jongere broer Christoph Friedrich Cotta junior was uitgever, zoals hij, en aanhanger van de Franse Revolutie. Cotta zelf reisde in zijn leven wel een tiental keren naar Frankrijk.
Aan de universiteit van Tübingen studeerde Cotta wiskunde en geschiedenis, met het oog op een carrière als officier van de genietroepen. Hij wisselde van studierichting om als jurist af te zwaaien. Hij had zijn oog gericht op de functie van hofmeester bij prins Lubomirksy en daarom schoolde de jonge jurist zich bij in Parijs. Uiteindelijk vond hij werk als advocaat bij de rechtbanken van Tübingen, de stad waar de uitgeverij van zijn vader stond. 
Zijn vader dwong hem de uitgeverij over te nemen (1787), alhoewel deze zich in slechte financiële papieren bevond. Cotta ging een lening aan bij de gegoede advocaat Christian Jakob Zahn en trok bovendien invloedrijke Duitse auteurs aan naar Tübingen. Het ging om Friedrich Schiller en diens literaire collega’s. Andere bekende auteurs volgden: Hegel, Goethe, Herder, Johann Gottlieb Fichte, de gebroeders Alexander von Humboldt en Wilhelm von Humboldt, alsook August Wilhelm von Schlegel en andere tijdgenoten. De zaken ging zo goed dat Cotta de portfolio van tijdschriften en kranten uitbreidde. Hij gaf onder meer uit de Allgemeine Zeitung, Musen-Almanach, Die Horen, het Morgenblatt für Gebildete Stände met de kunstbijlage Kunst-Blatt, het Literaturblatt, alsook de vrouwentijdschriften Amaliens Erholungsstunden en Flora.
Eind van de jaren 1790 en begin jaren 1800 had Cotta te maken met censuur. Eerst was het verbod van hertog Frederik I van Württemberg, op aansturen van keizer Frans II van het Heilige Roomse Rijk en Russische diplomaten. Later was hij slachtoffer van censuur wanneer de hertog een verbond aanging met Napoleon Bonaparte. De censuur ging zo ver dat de uitgeverij meer dan eens tijdelijk dicht moest. In dat verband verhuisde hij in 1811 de uitgeverij van Tübingen naar Stuttgart. De relatie tussen Cotta en de hertog kwam nooit meer goed. 
Bovendien ging Cotta in de politiek. In 1814 was Cotta aanwezig op het Congres van Wenen; hij pleitte voor de afschaffing van de napoleontische censuur en van elke censuur op drukpersen. De relatie tussen koning Willem I van Württemberg en Cotta was beter dan met diens voorganger. Met moeite bereikte de koning een grondwet voor Württemberg in 1819. Van 1815 tot 1819 was Cotta lid van de Standenraad (Ständeversammlungen) van Württemberg, gevolgd door een lidmaatschap van de Tweede Kamer van de Landtag (1819-1831). De vrijheid van ondernemerschap, en in het bijzonder vrijheid van drukpers, bleef een belangrijk politiek thema voor hem. Als parlementslid zette Cotta zich in voor een uniforme tol in de handelsrelaties met Pruisen en Beieren. Hij reisde dan ook regelmatig naar beide landen voor diplomatieke en economische missies.
Cotta breidde zijn activiteiten uit buiten de uitgeverswereld. Hij kocht zich in in nieuwe spoorwegmaatschappijen, kunsthandel, een luxehotel, hypotheekkassen, wisselkantoren en andere nieuwe industriële activiteiten in Zuid-Duitsland. 
De politicus-industrieel Cotta was eveneens een kunstverzamelaar. Dit ging verder dan het vergaren van schilderijen en archeologische stukken. Cotta betaalde de lonen van meerdere kunstenaars en onderzoekers. Dit alles stond in relatie met het uitgeven van kunsttijdschriften.
In 1824 was Cotta de eerste die een overzetboot op het Bodenmeer uitbaatte, waarbij de boot een stoomschip was. Dit was het resultaat van contacten met John Cockerill en koning Willem I van Württemberg. De investering was enorm en Cotta droomde al van stoomschepen te laten varen in het naburige Beieren. Vijf jaar later moest Cotta de rederij aan het Bodenmeer met zware verliezen verkopen aan Beieren.
In 1827 stichtte hij met zijn zoon Johann Georg von Cotta een nieuwe uitgeverij in München. Deze was enkel gericht op lithografische druk van kunstboeken en landkaarten.
In zijn leven maakte Cotta niet meer mee dat Württemberg, Beieren en Pruisen een tolunie afsloten (1833), iets waarvoor hij geijverd had.
Na zijn dood (1832) nam zijn zoon de zaken over. Hij vond niets dan een schuldenberg. De zoon verkocht alles wat niets met de uitgeverijwereld te maken had om zich te focusseren op de uitgeverij-activiteiten.

## Gezin
Cotta was tweemaal gehuwd. Zijn eerste huwelijk (1791) was met Wilhelmine Ernestine Philippine Haas (1769-1821). Zij hadden een zoon Johann Georg baron von Cotta (1796-1863), die hem opvolgde. Zijn tweede echtgenote was vanaf 1824 Elisabeth Freiin barones von Gemmingen-Guttenberg (1789-1859), die hem overleefde in 1832; zij hertrouwde met generaal Ernst Eugen baron von Hügel (1774-1844), later minister van Oorlog van Württemberg. 
Met zijn tweede echtgenote woonde Cotta in het kasteel Schloss Hohenkammer in Freising.

## Eerbewijzen
Cotta werd opgenomen in de adel van het koninkrijk Württemberg (1817) en van het koninkrijk Beieren (1822), met de titel van baron van Cottendorf. Laatstgenoemde titel uit Beieren was erfelijk voor zijn nageslacht. De koning van Pruisen verleende hem in 1817 de titel van Geheime Hofraad.
Al zijn correspondentie met Goethe en Schiller en ander Duitse auteurs werd gepubliceerd in de jaren 1979-1983.
De school voor voortgezet onderwijs in Stuttgart heet Johann-Friedrich-von-Cotta Schule. De stad Stuttgart verleent een literaire prijs die naar hem vernoemd is: Johann-Friedrich-von-Cotta-Literatur-und-Übersetzerpreis der Landeshauptstadt Stuttgart.

## Woonsten

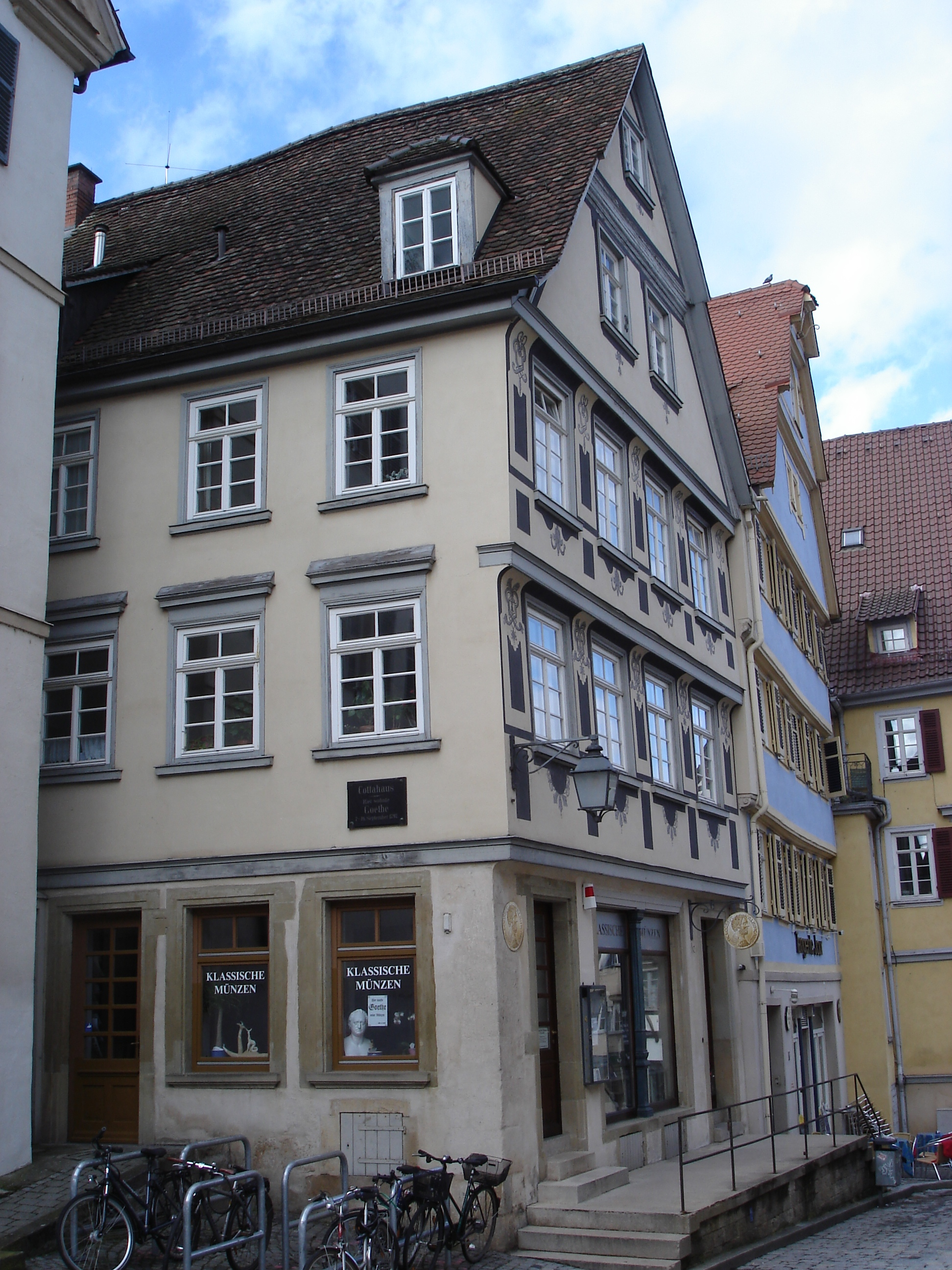
Cotta-Haus in Tübingen
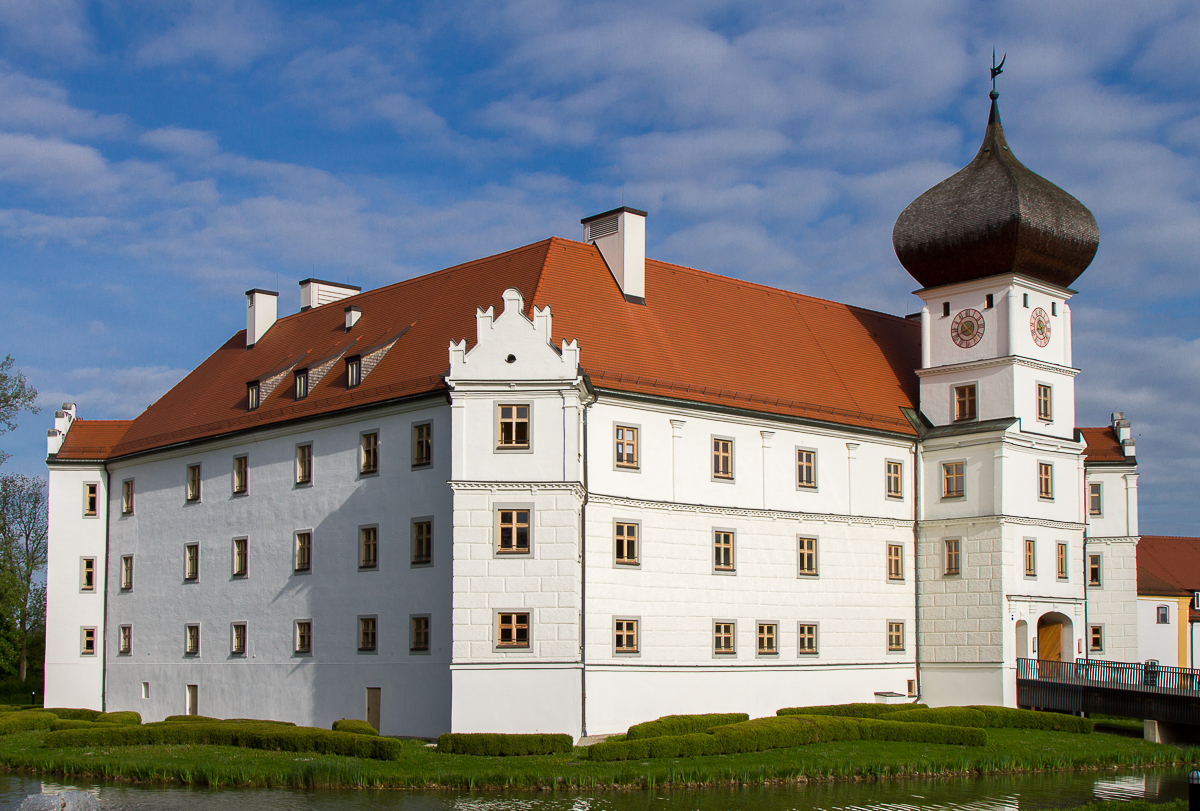
Schloss Hohenkammer in Freising